# Васудева Гхош
Васуде́ва Гхош (IAST: Vāsudeva Ghoṣa) — кришнаитский святой, живший в XV—XVI веках в Бенгалии.
Васудева Гхош и его братья — Мадхава и Говинда — были близкими сподвижниками Чайтаньи и Нитьянанды. Они известны тем, что совершали мелодичные киртаны и использовали свой музыкальный талант для проповеди гаудия-вайшнавизма в Бенгалии. Описывается, что когда бы они ни пели, Чайтанья и Нитьянанда начинали танцевать в духовном экстазе. Каждый год братья Гхош приходили на Ратха-ятру в город Пури, где вели киртан в одной из групп музыкантов, которые организовывал Чайтанья.
Васудева Гхош является автором множества посвящённых Чайтанье песен-бхаджанов на бенгали. В одной из них он говорит: «Если бы Господь Гаура [Чайтанья] не явился в этот век Кали, то как бы мы смогли вынести эту жизнь? Он дал самую сущность, само очарование жизни — божественную любовь, без которой невозможно жить в этом мире. Если бы не Чайтанья Махапрабху, как бы мы смогли узнать, что Шримати Радхарани — Верховная Царица в царстве божественной любви? Получив всё это от Господа Гаурахари, мы думаем теперь, что есть смысл прожить эту жизнь». В другом бхаджане Васудева Гхош говорит: «В Твоей предыдущей лиле в качестве Господа Рамачандры, Ты обрёл славу, соорудив плавающий каменный мост через океан к Шри-Ланке. Ныне же, в эту Кали-югу, Ты дал нам мост харинама-санкиртаны, благодаря которому даже хромой и слепой может пересечь море рождения и смерти и достичь высшего духовного счастья».
Согласно гаудия-вайшнавскому богословию, в вечных играх (лилах) Радхи-Кришны Васудева Гхош — сакхи по имени Гунатунга. В области 64 самадхи (гробниц) во Вриндаване расположен пушпа-самадхи Васудевы Гхоша.